# Constant Girel
François-Constant Girel, conocido como Constant Girel (1873-1952), fue un director y cinematógrafo francés.
Girel fue hijo de un farmacéutico y estudió cine en Lyon. En 1896 fue contratado por los hermanos Lumière como operador y fue enviado a Breslavia para filmar la cabalgata del káiser Guillermo II de Alemania y el zar Nicolás II de Rusia. En 1898 regresó a Francia donde trabajó en Pathé y luego regresó a la farmacia a trabajar con su padre. Diseñó un movimiento de la cámara durante la filmación (travelling), antes que lo hiciera Alexandre Promio, con un corto en movimiento en Constanza, sobre el río Rin. También viajó a Rusia y Japón, para documentar y presentar cortos cinematográficos.

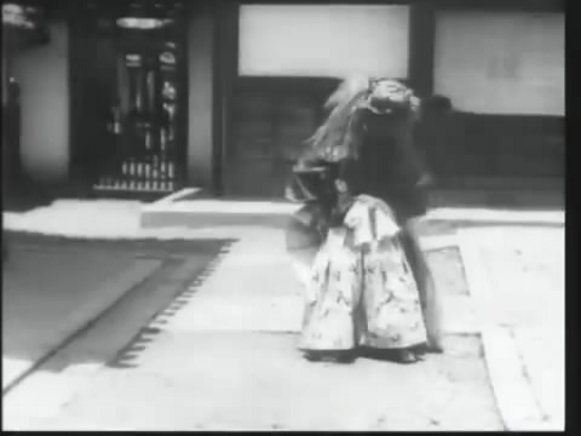
Actores japoneses. Ejercicio de peluca

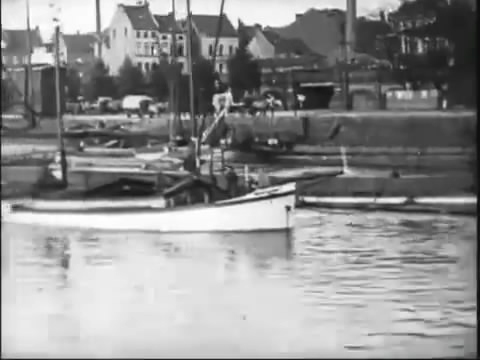
Cologne, Panorama desde un barco

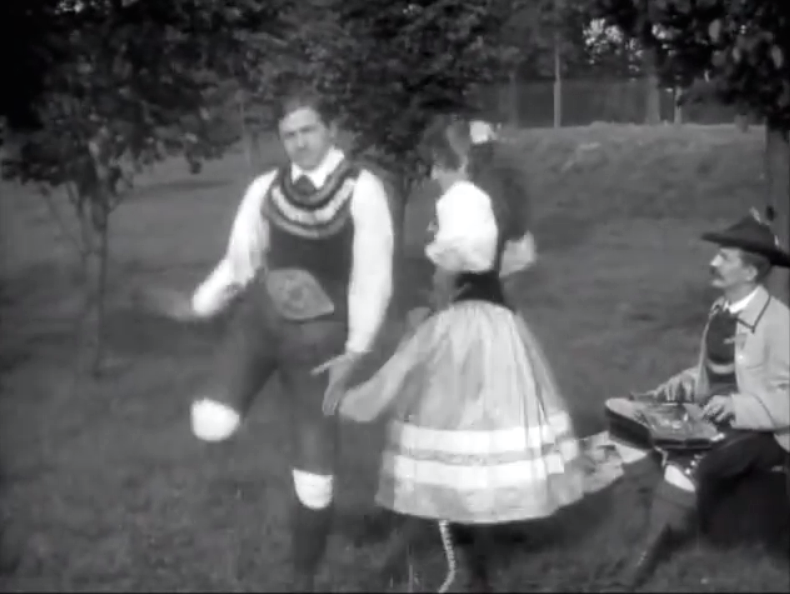
Danza tirolesa

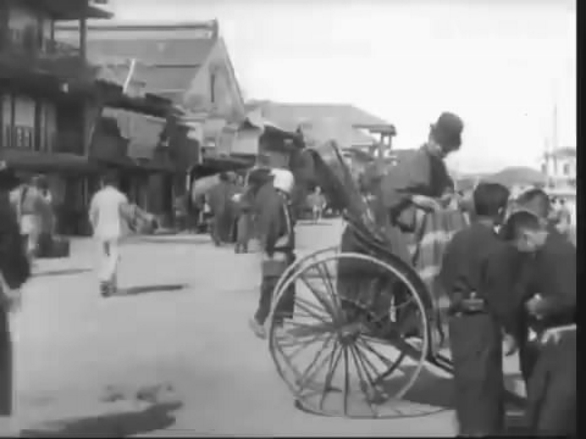
Una calle de Tokio

## Filmografía

### Director cinematográfico
- Lausanne, défilé du 8ème bataillon (1896)
- Scieurs de bois (1896)
- Monza, L.L. M.M. le Roi et la Reine d'Italie (1896)
- Cologne, pont de bateaux (1896)

- Cologne, Panorama pris d'un bateau (1896)
- Danse Tyrolienne (1897)
- Une rue à Tokyo (1897)
- Coolies à Saïgon (1897)
- Lutteurs japonais (1898)
- Acteurs japonais: Exercice de la perruque (1898)
- Acteurs japonais: Bataille au sabre (1898)

### Director cinematógrafico y de fotografía
- Inauguration: II longueur, 8 mètres (1896)
- Fêtes franco-russes: Cherbourg, débarquement des souverains russes (1896)

### Director fotográfico
- Schaffouse, Chûtes du Rhin vues de loin, dirigido por Louis Lumière (1896)
- Fêtes franco-russes: Cherbourg, Entrée des Souverains russes et du président de la République sous le hall, dirigido por Louis Lumière (1896)
- Avant l’inauguration. Arrivée des souverains (1896)
- Défilé de hussards devant Guillaume II (1896)
- Guillaume II et Nicolas II à cheval (1896)
- Görlitz: revue devant Guillaume II et Nicolas II (1896)
- Bersagliers (1896)
- Pont sur le Rhin (1896)
- Procession (1896)
- Défilé du 8e bataillon (1896)
- Chutes du Rhin vues de près (1896)
- Chutes du Rhin vues de loin (1896)
- Dîner japonais (1897)
- Repas en famille, dirigido por Louis Lumière (1897)
- Arrivée d’un train (1897)
- Déchargement dans un port (1897)
- Un pont à Kyoto (1897)
- Une rue à Tokyo (1897)
- Procession shintoïste (1897)
- Danseuses japonaises (1897)
- Les Aïnos à Yeso, I (1897)
- Les Aïnos à Yeso, II (1897)
- Lutteurs japonais (1897)
- Escrime au sabre japonais (1897)
- Une scène au théâtre japonais (1897)
- Acteurs japonais: danse d’homme (1897)
- Danseuses: la danse des éventails (1897)
- Sortie d’un temple shintoïste (1897)